# 취권 2
《취권 2》는 1994년에 개봉된 홍콩의 무술 영화이다. 《취권》의 두 번째 시리즈로 개봉되었다.

## 줄거리
청나라 말기 중국 광동성에서 보지림(寶芝林)이라는 의원과 무관을 운영하고 있는 황기영(적룡)은 자신의 아들 황비홍(성룡)과 약재를 구하기 위한 여행에 떠난다. 약재를 구해 돌아오는 도중 세금을 내지 않기 위해 비홍은 약재를 몰래 숨긴다. 마침 그 기차에는 만주 무장원인 복민기(유가량)이 숨어들어가 있었다. 그는 중국의 문화재들이 해외로 반출되는 것을 막고자 하는 인물로 그 기차에 숨어든 까닭은 그곳에 청나라 황제의 국새가 있었기 때문이었다. 약재 상자를 국새 보관함으로 착각한 복민기는 물건을 훔치다 비홍에게 걸려 대판 싸움이 벌어지지만 서로의 무공에 감탄하게 된다. 비홍을 실은 기차가 떠난 직후 복민기는 약재 상자와 국새 보관함이 바뀐 것을 깨닫는다.
한편 보지림으로 돌아간 비홍은 약재가 아닌 국새가 들어있는 것을 보고 탈세를 위해 물건을 숨기다가 바꿔치기되었다는 사실이 아버지에게 발각될까봐 기겁한다. 결국 아버지가 아끼는 분재의 뿌리를 약재라 속이고 만다. 어느날 비홍은 자신의 의붓어머니(매염방)와 길에 나섰다가 소매치기 일행과 시비가 붙어 크게 싸우고 어머니가 부추기는 바람에 잔뜩 술에 취해 취권으로 적들을 제압한다.
취권은 한번 취하면 일당백이 될 정도로 무서운 권법이지만 사리분별을 못해 사람을 위험하게 만들 수도 있기에 아버지는 비홍에게 금주령을 내린 상태였다. 그러나 취권을 썼다는 사실이 들통나자 황기영은 아들 비홍을 크게 혼내고 이 와중에 분재를 약재로 알고 받아간 환자가 몸에 탈이 난 사실을 듣고 모든 자초지종을 알게 된다. 화가 잔뜩 난 황기영은 비홍을 내쳐버리고 비홍은 충격을 받아 나간 후 폭음을 하다가 낮에 만난 소매치기 일행에게 얻어 맞고 거리에 알몸으로 내걸리는 수모를 겪는다.
화가 누그러진 황기영은 비홍을 다시 데려오고 때마침 복민기가 국새의 행방을 찾아 보지림에까지 찾아오게 된다. 국새를 돌려 받은 복민기는 비홍과 중국의 미래에 대해 깊은 이야기를 나누지만 역시 국새를 노리고 있던 영국 영사관 무리들에 의해 죽음을 맞는다. 복민기는 죽어가면서 비홍에게 국새를 잘 지켜줄 것을 유언으로 남긴다. 이에 비홍은 자국의 문화재를 약탈해가는 열강 세력에 분노를 느끼고 자신이 해야할 일을 깨닫는다.

## SBS 성우진 (2001년 1월 19일)
- 홍시호 - 황비홍(성룡)
- 엄주환 - 황기영(적룡)
- 최문자 - 황 부인(매염방)
- 홍승섭 - 장학량(유덕화)
- 이근욱 - 외국인(루이스 러스)
- 이선호 - 분(하영방)
- 신흥철 - 복민기(유가량)
- 유영환 - 노동자(이승한)
- 김익태 - 아찬(황일화)
- 안종익 - 존(노혜광)
- 박영화 - 노동자(전가락)
- 손원일 - 개골초(장즈광)
- 김수중 - 헨리(박호성)
- 임아영 - 외국인(테레제 르네)

## 출연
- 전소호
- 관수미
- 동표
- 진혜의
- 태보
- 포방
- 하춘추
- 마크 호튼